# Anoectochilus sandvicensis
Anoectochilus sandvicensis hay Anoectochilus sandwicensis (tiếng Anh thường gọi là Hawaii Jewel-orchid, nghĩa là lan kim tuyến Hawaii hay lan gấm Hawaii) là danh pháp khoa học của một loài thực vật thuộc họ Orchidaceae. Đây là loài đặc hữu của Hawaii. Loài này hiện đang bị đe dọa vì mất môi trường sống. Loài này có ở Vườn quốc gia Haleakala.